# Bythiospeum quenstedti
Bythiospeum quenstedti е вид коремоного от семейство Hydrobiidae.

## Разпространение
Видът е разпространен в Германия.